# Mysidopsis mortenseni
Mysidopsis mortenseni är en kräftdjursart som beskrevs av W. M. Tattersall 1951. Mysidopsis mortenseni ingår i släktet Mysidopsis och familjen Mysidae. Inga underarter finns listade i Catalogue of Life.